# Wysoki Garb
Wysoki Garb (Duits: Auxkallen; 1938-1945: Bergerode) is een plaats in het Poolse woiwodschap Ermland-Mazurië, in het district Gołdapski. De plaats maakt deel uit van de gemeente Dubeninki.